# 72e Primetime Emmy Awards
De 72e Primetime Emmy Awards, waarbij prijzen werden uitgereikt in verschillende categorieën voor de beste televisieprogramma's die in primetime op de Amerikaanse zenders werden uitgezonden tussen 1 juni 2019 en 31 mei 2020, vond plaats op 20 september 2020 in het Staples Center in Los Angeles. De plechtigheid werd gepresenteerd door Jimmy Kimmel.
De genomineerden werden bekendgemaakt op 28 juli door Leslie Jones, Laverne Cox, Josh Gad en Tatiana Maslany.

## Winnaars en genomineerden
De winnaars staan bovenaan in vet lettertype. Vermeld zijn de categorieën die werden uitgereikt tijdens de televisie-uitzending.

### Programma's
| Komedieserie (Outstanding Comedy Series) | Dramaserie (Outstanding Drama Series) |
| --- | --- |
| - Schitt's Creek - Curb Your Enthusiasm - Dead to Me - The Good Place - Insecure - The Kominsky Method - The Marvelous Mrs. Maisel - What We Do in the Shadows | - Succession - Better Call Saul - The Crown - The Handmaid's Tale - Killing Eve - The Mandalorian - Ozark - Stranger Things                                       |
| Miniserie (Outstanding Limited Series) | Variété talkshow (Outstanding Variety Talk Series) |
| - Watchmen - Little Fires Everywhere - Mrs. America - Unbelievable - Unorthodox                                                                                | - Last Week Tonight with John Oliver - The Daily Show with Trevor Noah - Full Frontal with Samantha Bee - Jimmy Kimmel Live! - The Late Show with Stephen Colbert |
| Talentenjacht (Outstanding Competition Program) | |
| - RuPaul's Drag Race - The Masked Singer - Nailed It! - Top Chef - The Voice                                                                                   | |

### Acteurs

#### Hoofdrollen
| Mannelijke hoofdrol in een komedieserie (Outstanding Lead Actor in a Comedy Series) | Vrouwelijke hoofdrol in een komedieserie (Outstanding Lead Actress in a Comedy Series) |
| --- | --- |
| - Eugene Levy als Johnny Rose – Schitt's Creek - Anthony Anderson als Andre Johnson sr. – Black-ish - Don Cheadle als Mo Monroe – Black Monday - Ted Danson als Michael – The Good Place - Michael Douglas als Sandy Kominsky – The Kominsky Method - Ramy Youssef als Ramy – Ramy | - Catherine O'Hara als Moira Rose – Schitt's Creek - Christina Applegate als Jen Harding – Dead to Me - Rachel Brosnahan als Miriam Maisel – The Marvelous Mrs. Maisel - Linda Cardellini als Judy Hale – Dead to Me - Issa Rae als Issa – Insecure - Tracee Ellis Ross als Rainbow Johnson – Black-ish |
| Mannelijke hoofdrol in een dramaserie (Outstanding Lead Actor in a Drama Series) | Vrouwelijke hoofdrol in een dramaserie (Outstanding Lead Actress in a Drama Series) |
| - Jeremy Strong als Kendall Roy – Succession - Jason Bateman als Martin Byrde – Ozark - Sterling K. Brown als Randall Pearson – This Is Us - Steve Carell als Mitch Kessler – The Morning Show - Brian Cox als Logan Roy – Succession - Billy Porter als Pray Tell – Pose          | - Zendaya als Rue – Euphoria - Jennifer Aniston als Alex Levy – The Morning Show - Olivia Colman als Queen Elizabeth II – The Crown - Jodie Comer als Villanelle – Killing Eve - Laura Linney als Wendy Byrde – Ozark - Sandra Oh als Eve Polastri – Killing Eve                                        |
| Mannelijke hoofdrol in een miniserie of televisiefilm (Outstanding Lead Actor in a Limited Series or Movie) | Vrouwelijke hoofdrol in een miniserie of televisiefilm (Outstanding Lead Actress in a Limited Series or Movie) |
| - Mark Ruffalo als Dominick en Thomas Birdsey – I Know This Much Is True - Jeremy Irons als Adrien Veidt / Ozymandias – Watchmen - Hugh Jackman als Frank Tassone – Bad Education - Paul Mescal als Connell – Normal People - Jeremy Pope als Archie Coleman – Hollywood           | - Regina King als Angela Abar / Sister Night – Watchmen - Cate Blanchett als Phyllis Schlafly – Mrs. America - Shira Haas als Esther Shapiro – Unorthodox - Octavia Spencer als Madam C. J. Walker – Self Made - Kerry Washington als Mia Warren – Little Fires Everywhere                              |

#### Bijrollen
| Mannelijke bijrol in een komedieserie (Outstanding Supporting Actor in a Comedy Series) | Vrouwelijke bijrol in een komedieserie (Outstanding Supporting Actress in a Comedy Series) |
| --- | --- |
| - Daniel Levy als David Rose – Schitt's Creek - Mahershala Ali als Sheikh Malik – Ramy - Alan Arkin als Norman Newlander – The Kominsky Method - Andre Braugher als Raymond Holt – Brooklyn Nine-Nine - Sterling K. Brown als Reggie – The Marvelous Mrs. Maisel - William Jackson Harper als Chidi Anagonye – The Good Place - Tony Shalhoub als Abe Weissman – The Marvelous Mrs. Maisel - Kenan Thompson als diverse personages – Saturday Night Live | - Annie Murphy als Alexis Rose – Schitt's Creek - Alex Borstein als Susie Myerson – The Marvelous Mrs. Maisel - D'Arcy Carden als Janet – The Good Place - Betty Gilpin als Debbie Eagan – GLOW - Marin Hinkle als Rose Weissman – The Marvelous Mrs. Maisel - Kate McKinnon als diverse personages – Saturday Night Live - Yvonne Orji als Molly – Insecure - Cecily Strong als diverse personages – Saturday Night Live |
| Mannelijke bijrol in een dramaserie (Outstanding Supporting Actor in a Drama Series) | Vrouwelijke bijrol in een dramaserie (Outstanding Supporting Actress in a Drama Series) |
| - Billy Crudup als Cory Ellison – The Morning Show - Nicholas Braun als Greg Hirsch – Succession - Kieran Culkin als Roman Roy – Succession - Mark Duplass als Charles Black – The Morning Show - Giancarlo Esposito als Gus Fring – Better Call Saul - Matthew Macfadyen als Tom Wambsgans – Succession - Bradley Whitford als Joseph Lawrence – The Handmaid's Tale - Jeffrey Wright als Bernard – Westworld                                           | - Julia Garner als Ruth Langmore – Ozark - Helena Bonham Carter als Princess Margaret – The Crown - Laura Dern als Renata Klein – Big Little Lies - Thandie Newton als Maeve – Westworld - Fiona Shaw als Carolyn Martens – Killing Eve - Sarah Snook als Shiv Roy – Succession - Meryl Streep als Mary Louise Wright – Big Little Lies - Samira Wiley als Moira – The Handmaid's Tale                                    |
| Mannelijke bijrol in een miniserie of televisiefilm (Outstanding Supporting Actor in a Limited Series or Movie) | Vrouwelijke bijrol in een miniserie of televisiefilm (Outstanding Supporting Actress in a Limited Series or Movie) |
| - Yahya Abdul-Mateen II als Cal Abar / Dr. Manhattan – Watchmen - Jovan Adepo als Will Reeves / Hooded Justice – Watchmen - Tituss Burgess als Titus Andromedon – Unbreakable Kimmy Schmidt: Kimmy vs. The Reverend - Louis Gossett jr. als William Reeves – Watchmen - Dylan McDermott als Ernie – Hollywood - Jim Parsons als Henry Willson – Hollywood                                                                                                | - Uzo Aduba als Shirley Chisholm – Mrs. America - Toni Collette als Grace Rasmussen – Unbelievable - Margo Martindale als Bella Abzug – Mrs. America - Jean Smart als Laurie Blake – Watchmen - Holland Taylor als Miss Kincaid – Hollywood - Tracey Ullman als Betty Friedan – Mrs. America |

### Regie
| Regie van een komedieserie (Outstanding Directing for a Comedy Series) | Regie van een dramaserie (Outstanding Directing for a Drama Series) |
| --- | --- |
| - Schitt's Creek (Aflevering: "Happy Ending") – Andrew Cividino en Daniel Levy - The Great (Aflevering: "The Great (Pilot)") – Matt Shakman - The Marvelous Mrs. Maisel (Aflevering: "It's Comedy or Cabbage") – Amy Sherman-Palladino - The Marvelous Mrs. Maisel (Aflevering: "Marvelous Radio") – Daniel Palladino - Modern Family (Aflevering: "Finale, Part 2") – Gail Mancuso - Ramy (Aflevering: "Miakhalifa.mov") – Ramy Youssef - Will & Grace (Aflevering: "We Love Lucy") – James Burrows | - Succession (Aflevering: "Hunting") – Andrij Parekh - The Crown (Aflevering: "Aberfan") – Benjamin Caron - The Crown (Aflevering: "Cri de Coeur") – Jessica Hobbs - Homeland (Aflevering: "Prisoners of War") – Lesli Linka Glatter - The Morning Show (Aflevering: "The Interview") – Mimi Leder - Ozark (Aflevering: "Fire Pink") – Alik Sakharov - Ozark (Aflevering: "Su Casa Es Mi Casa") – Ben Semanoff - Succession (Aflevering: "This Is Not for Tears") – Mark Mylod |
| Regie van een miniserie, televisiefilm of "dramatic special" (Outstanding Directing for a Limited Series, Movie, or Dramatic Special) | |
| - Unorthodox – Maria Schrader - Little Fires Everywhere (Aflevering: "Find a Way") – Lynn Shelton - Normal People (Aflevering: "Episode 5") – Lenny Abrahamson - Watchmen (Aflevering: "It's Summer and We're Running Out of Ice") – Nicole Kassell - Watchmen (Aflevering: "Little Fear of Lightning") – Steph Green - Watchmen (Aflevering: "This Extraordinary Being") – Stephen Williams | |

### Scenario
| Scenario voor een komedieserie (Outstanding Writing for a Comedy Series) | Scenario voor een dramaserie (Outstanding Writing for a Drama Series) |
| --- | --- |
| - Schitt's Creek (Aflevering: "Happy Ending") – Daniel Levy - The Good Place (Aflevering: "Whenever You're Ready") – Michael Schur - The Great (Aflevering: "The Great") – Tony McNamara - Schitt's Creek (Aflevering: "The Presidential Suite") – David West Read - What We Do in the Shadows (Aflevering: "Collaboration") – Sam Johnson en Chris Marcil - What We Do in the Shadows (Aflevering: "Ghosts") – Paul Simms - What We Do in the Shadows (Aflevering: "On the Run") – Stefani Robinson | - Succession (Aflevering: "This Is Not for Tears") – Jesse Armstrong - Better Call Saul (Aflevering: "Bad Choice Road") – Thomas Schnauz - Better Call Saul (Aflevering: "Bagman") – Gordon Smith - The Crown (Aflevering: "Aberfan") – Peter Morgan - Ozark (Aflevering: "All In") – Chris Mundy - Ozark (Aflevering: "Boss Fight") – John Shiban - Ozark (Aflevering: "Fire Pink") – Miki Johnson |
| Scenario voor een miniserie, televisiefilm of "dramatic special" (Outstanding Writing for a Limited Series, Movie, or Dramatic Special) | |
| - Watchmen (Aflevering: "This Extraordinary Being") – Damon Lindelof en Cord Jefferson - Mrs. America (Aflevering: "Shirley") – Tanya Barfield - Normal People (Aflevering: "Episode 3") – Sally Rooney en Alice Birch - Unbelievable (Aflevering: "Episode 1") – Susannah Grant, Michael Chabon en Ayelet Waldman - Unorthodox (Aflevering: "Part 1") – Anna Winger | |